# Tepparith Kokietgym
Tepparith Kokietgym właśc.Panthep Mullipoom (ur. 22 listopada 1988 w Maha Sarakham) – tajski bokser, aktualny zawodowy mistrz świata wagi junior koguciej (do 115 funtów) organizacji WBA. 
Karierę zawodową rozpoczął 17 stycznia 2008. Do marca 2011 stoczył 19 walk, z których wygrał 17, a 2 przegrał (obydwie na początku kariery) m.in. z przyszłym mistrzem WBC Suriyanem Sor Rungvisaiem. W tym czasie zdobył tytuły PABA i WBO Asia Pacific w wadze muszej.
1 maja 2011 pokonał jednogłośnie na punkty Driana Francisco (Filipiny) i zdobył tytuł tymczasowego mistrza WBA w wadze junior koguciej. W obronie tytułu mistrza tymczasowego miał stoczyć pojedynek z Japończykiem Daiki Kamedą. W związku z przewlekłą kontuzją urzędującego mistrza Japończyka Tomonobu Shimizu pojedynek awansował do walki o tytuł mistrza pełnoprawnego. 7 grudnia w Osace Tepparith wygrał jednogłośnie na punkty i pozostał mistrzem.
4 kwietnia 2012 w obronie tytułu zmierzył się z powracającym na ring po kontuzji, byłym mistrzem Tomonobu Shimizu. Rozstrzygnął pojedynek na swoją korzyść, wygrywając przez techniczny nokaut w dziewiątej rundzie i zachował pas mistrzowski. 1 września w kolejnej obronie pasa zwyciężył po zaciętym pojedynku, decyzją większości, dwukrotnego byłego mistrza WBA Nobuo Nashiro z Japonii.  